# La Bataille pour Mohacs
Série
Réveille-toi et reste éveillé
(2003) Ed a pris son déjeuner
(2006)
Pour plus de détails, voir Fiche technique et Distribution.
La Bataille pour Mohacs (A mohácsi vész) est un film hongrois réalisé par Miklós Jancsó, sorti en 2004.
Il s'agit du cinquième film de Miklós Jancsó mettant en scène les personnages de Kapa et Pepe.

## Synopsis
Pour cette aventure, Kaka et Pepe alterne entre l'époque contemporaine et la bataille de Mohács de 1526.

## Fiche technique
- Titre : La Bataille pour Mohacs
- Titre original : A mohácsi vész
- Réalisation : Miklós Jancsó
- Scénario : Ferenc Grunwalsky, Gyula Hernádi et Miklós Jancsó
- Montage : Zsuzsa Csákány
- Production : Gábor Losonczi
- Pays :  Hongrie
- Genre : Comédie
- Durée : 90 minutes
- Dates de sortie : 
  -  Hongrie : 26 février 2004

## Distribution
- Zoltán Mucsi : Kapa
- Péter Scherer : Pepe
- Péter Halász : le patron de Pepe / Soliman le Magnifique

## Analyse
Anna Adamovics pour PORT.hu compare les deux héros à Don Quichotte et Sancho Panza.